# Masíra
Masíra (arabsky مصيرة‎) je ostrov ležící v Arabském moři při východním pobřeží Ománu, s délkou o 95 kilometrech a šířkou mezi 12 a 14 kilometry, s rozlohou o 649 km² a populací odhadovanou na 12 000 obyvatel, která žije převážně na severu ostrova (9 292 při sčítání lidu v roce 2003, z čehož bylo 2 311 cizinců). Hustota obyvatel dosahuje 18,5 ob./km². Administrativně tvoří Masíra jednu z celkových 5 provincií (vilájetů) guvernorátu Jižní aš-Šarkíja. Většina vnitrozemních oblastí je opuštěná. Doprava mezi ostrovem a pevninou probíhá na moři za pomoci přívozů anebo vzduchem.
Mezi hlavní průmyslová odvětví spadá rybolov a tradiční výroba textilu. V dřívějších dobách bylo místo významné pro stavbu lodí.
Drsný terén ostrova a okolního pobřeží vedla na plážích k objevení mnoha ztroskotaných lodí (dhowů), většina těchto plavidel je stále v zachovalém stavu, díky slané vodě a silnému horku. Nejvyšším bodem ostrova je Džabal Madrub.
5. a 6. června 2007 bylo 7 000 obyvatel ostrova přinuceno opustit své domovy kvůli nebezpečí způsobeném mohutným cyklónem Gonu, který byl nejsilnějším cyklónem v Perském zálivu za posledních 60 let.